# Orsa

L'Orsa és una petita quilla retractable que pivota dins una obertura en el buc d'una embarcació

Una orsa és una peça de fusta, de ferro o més actualment de fibra de vidre utilitzada per millorar l'estabilitat d'una barca o d'un vaixell. En cas que el sistema de propulsió sigui una hèlix, l'orsa actua de contrapès i se situa a la quilla de l'embarcació; si és de vela, l'orsa té forma rectangular com en el cas dels optimist, ovalada com en els 420 i 470 o trapezoidal com en el cas dels creuers monobuc.
Un pla contra la deriva específic és desitjable en els vaixells perquè puguen anar amb eficàcia contra el vent. La mesura antideriva pot ser fixa (mal anomenada "quilla") o mòbil, en el cas de l'orsa.
L’orsa mòbil és especialment útil en embarcacions petites, com ara els velers lleugers, perquè permet ajustar la profunditat de l’orsa segons les condicions del vent i el mar, així com la profunditat de l’aigua. Aquest tipus d’orsa es pot pujar o baixar mitjançant un sistema de politges o palanques, fet que facilita maniobres en zones poc profundes o quan cal transportar l’embarcació.
En vaixells més grans, l’orsa fixa proporciona una estabilitat addicional i ajuda a mantenir el rumb durant navegacions llargues. Aquest tipus d’orsa sol estar integrada a l’estructura del vaixell i pot estar construïda amb materials com ferro colat, plom o altres metalls pesants, per tal de garantir un baix centre de gravetat.
A més, les embarcacions modernes poden combinar sistemes d’orsa amb altres elements com timons equilibrats o quilles basculants per millorar-ne el rendiment en diferents condicions de navegació. Els avenços en materials com la fibra de carboni i els dissenys hidrodinàmics també han permès desenvolupar orses més eficients, amb menys resistència a l’aigua i millor capacitat de navegació contra el vent.

L’orsa, per tant, no només és un element estructural clau per a l’estabilitat d’una embarcació, sinó que també és essencial per a l’eficiència i seguretat en la navegació.

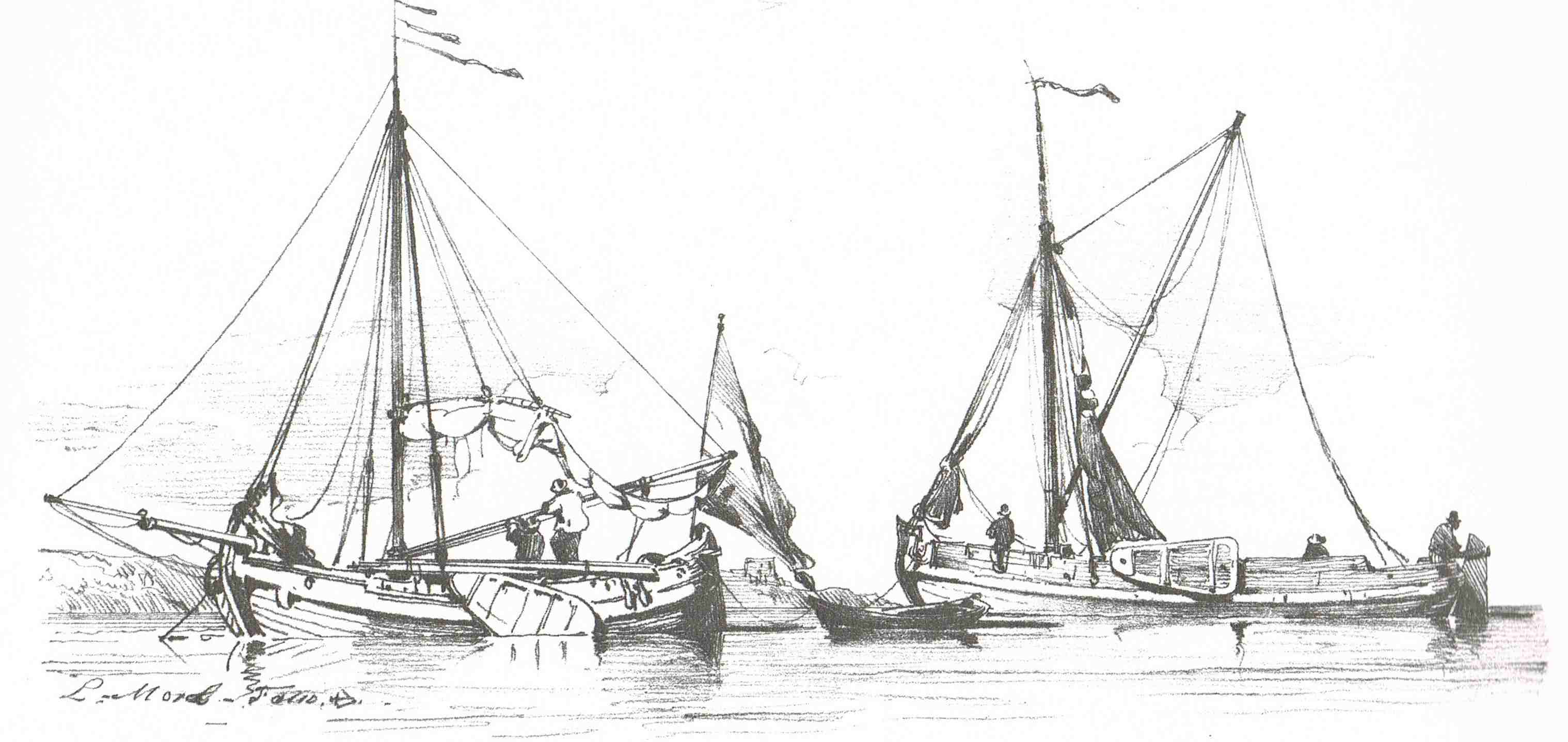
Esbós de Léon Morel-Fatio de vaixells neerlandesos que tenen orsa lateral.

## Galeria

Forces de l'orsa i el vent
Esquema orsa i estabilitat
Esquema de quilla plana abatible ("Orsa")
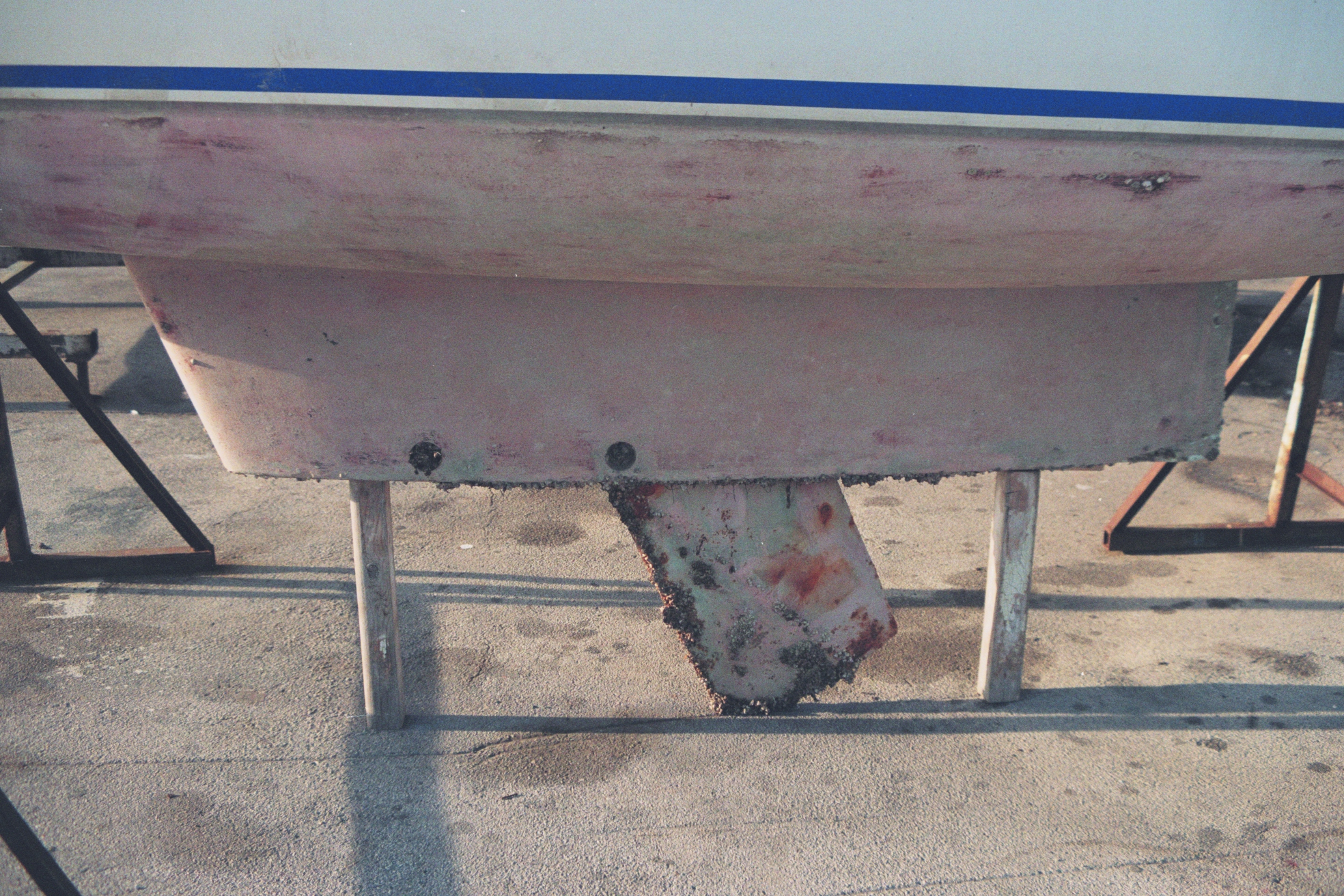
Quilla amb orsa abatible